# Europa Cup (mannenhandbal) 1956/57
De European Champions Cup 1956/57 is de hoogste internationale club handbalcompetitie in Europa wat door de Internationale Handbalfederatie (IHF) organiseert.

## Deelnemers
| Eerste ronde |
| --- |
| - HC La Fraternelle Esch: Luxemburgse bekerwinnaar - BSV Borba Lucerne: Vervanger van Grasshopper Club Zürich |
| Tweede ronde |
| - TSG Haßloch: 6e West-Duitse competitie - Parijs UC: Kampioen van Frankrijk - Steaua București: Kampioen van Roemenië - Catalonië: Vervanger van BM Granollers - Étoile rouge de Belgrado: Kampioen van Joegoslavië |
| Hoofdronde |
| - HG Kopenhagen: Kampioen van Denemarken - Oost-Berlijn: Vervanger van Motor Rostock - Sparta Katowice: Kampioen van Polen - Dukla Praag: Kampioen van Tsjecho-Slowakije - Örebro SK: Kampioen van Zweden            |

## Voorronde

### Eerste ronde
| Team 1            | Score   | Team 2                 |
| ----------------- | ------- | ---------------------- |
| BSV Borba Lucerne | 15 - 09 | HC La Fraternelle Esch |

### Tweede ronde
| Team 1           | Score   | Team 2                   |
| ---------------- | ------- | ------------------------ |
| Parijs UC        | 18 - 14 | Catalonië                |
| TSG Haßloch      | 27 - 08 | BSV Borba Lucerne        |
| Steaua București | 13 - 12 | Étoile rouge de Belgrade |

## Hoofdronde

### Kwartfinale
| Team 1        | Score   | Team 2           |
| ------------- | ------- | ---------------- |
| Dukla Praag   | 25 - 19 | Steaua București |
| HG Kopenhagen | 22 - 12 | Sparta Katowice  |
| Parijs UC     | 18 - 15 | TSG Haßloch      |
| Örebro SK     | 15 - 12 | Oost-Berlijn     |

### Halve finale
| Team 1      | Score   | Team 2        |
| ----------- | ------- | ------------- |
| Dukla Praag | 25 - 18 | HG Kopenhagen |
| Örebro SK   | 30 - 17 | Parijs UC     |

### Finale
| 9 maart 1957 | Dukla Praag | 21 – 13 | Örebro SK | Vélodrome d'Hiver, Parijs |
| 9 maart 1957 |             |         |           | Vélodrome d'Hiver, Parijs |
| 9 maart 1957 |             |         |           | Vélodrome d'Hiver, Parijs |

|                        |
|                        |
| Dukla Praag 1ste titel |